# Fo(u)r
『fo(u)r』（フォー）はCHEMISTRY4枚目のアルバム。
2005年11月16日発売。発売元はデフスターレコーズ。

## 解説
オリジナル・アルバムは前作から1年9ヶ月ぶり。『One×One』から今作までに発売されたシングルで「mirage in blue」「白の吐息」は未収録（「白の吐息」は2005年発売『Hot Chemistry』にアルバムバージョンで収録）。
タイトルは4枚目のアルバムであることを意味する「four」と大事な人へ本アルバムを贈って欲しい想いを込めた「for」を掛けた。
CMにはレイザーラモンHGが出演。HGの持ちネタである「フォー!」と本作のアルバムタイトルの読み方が同じことと、以前からHGがCHEMISTRYと交流があったことから実現。
2006年8月9日、本作の収録曲をすべてリミックス・バージョンにしたアルバム『Re:fo(u)rm』（リ・フォーム）をリリースした。

## 収録曲
1. Here I am
  - 作詞：CHEMISTRY・KB and Davix／作曲・編曲：KB and Davix
  - アメリカで放送されている大ヒットドラマ「LOST」の日本版主題歌。
2. キミがいる
  - 作詞：秦建日子／作曲：市川淳／編曲：河野伸
  - 14thシングル。日本テレビ系水曜ドラマ「87%」主題歌。脚本の秦建日子が作詞。
3. Two As One / CHEMISTRY × Crystal Kay
  - 作詞：H.U.B／作曲：松本俊明／編曲：AKIRA
  - Crystal Kayとのコラボ曲。「CHEMISTRY × Crystal Kay」名義バージョン。男性の視点から片思いを描写したもので「Crystal Kay × CHEMISTRY」名義で発売されたシングル・バージョンと若干歌詞が異なる。
  - トヨタ「ウィッシュ」CMソング。
4. nothing
  - 作詞：古内東子／作曲：葛谷葉子／編曲：OCTOPUSSY
5. Wings of Words (Album Mix)
  - 作詞：森雪之丞／作曲：葛谷葉子・谷口尚久／編曲：谷口尚久
  - 15thシングル。毎日放送・TBS系アニメ「機動戦士ガンダムSEED DESTINY」第4期オープニングテーマ。
6. 伝説の草原
  - 作詞：麻生哲朗／作曲・編曲：谷口尚久
  - FIFAクラブワールドカップ・2005年大会テーマソング。
7. 涙のあと (Album Mix)
  - 作詞：麻生哲朗／作曲：ハマモトヒロユキ／編曲：Tosh Masuda
  - 12thシングル「Long Long Way」カップリング曲。
8. almost in love
  - 作詞：H.U.B／作曲：大智・小田原友洋／編曲：長岡成貢
  - 16thシングル。本作の先行シングル。TBS系「恋するハニカミ!」テーマソング。
9. Grind For Me
  - 作詞：MICHICO／作曲：T.KURA・MICHICO／編曲：T.KURA
  - 曲名の「Grind」は英語で「性行為」という意味のスラング。
10. Long Long Way
  - 作詞：佐々木圭一／作曲：SPANOVA／編曲：河野伸
  - 12thシングル。旧友との再会がテーマ。サントリー「角瓶」CMソング。
11. believin’
  - 作詞：SOFFet／作曲：山本茂彦／編曲：AKIRA
  - SOFFetが楽曲提供。
12. Dance With Me / f GAKU-MC
  - 作詞：GAKU-MC・川畑要・堂珍嘉邦／作曲：SPANOVA／編曲：河野伸
  - EAST ENDのGAKU-MCとのコラボ曲。
  - この曲はDJにEAST ENDのROCK-Tee、ブラスセクションに東京スカパラダイスオーケストラが参加。
13. for...
  - 作詞：渡邉亜希子／作曲：Jamie Jones・Delious kennedy・Jason Pennock・Kack Kuggell／編曲：安部潤
  - Jamie Jonesより楽曲提供。Jamie Jonesは"Rise"で同じ曲を使っているが歌詞が異なる。

## 演奏

### Here I am
- Sound Produce, All Instruments, Programming：KB and Davix
- Chorus：Glynis "Bone" Martin, Argie Phine Martin, Garrison Davis, Brenda Vaughn, Michia Donald

### キミがいる
- Programming ＆ Acoustic Piano：河野伸
- Acoustic Guitar：石成正人
- Sample Editing：成田真樹
- Tenor sax：山本拓夫
- Trombone：:村田陽一
- Trumpet：西村浩二、菅波雅彦
- Strings：弦一徹ストリングス

### Two As One
- Sound Produce, Programming：AKIRA for googolplex music

### nothing
- Sound Produce, Programming, All Other Instruments：OCTOPUSSY
- Additional Programming：塩川満己

### Wings of Words
- Sound Produce, Programming, Electric Guitar, Strings Arrangement：谷口尚久
- Drums：赤間慎
- Bass：横倉和夫
- Acoustic Piano：中島伸行
- Strings：金原千恵子ストリングス

### 伝説の草原
- Sound Produce, All Instruments, Programming：谷口尚久
- Electric and Acoustic Guitar：福原将宜

### 涙のあと
- Programming：益田トッシュ
- Bass：コモブチキイチロウ
- Guitars：秋山誠司
- Keyboards：Philip Woo

### almost in love
- Sound Produce, Programming, Strings Arrangement：長岡成貢
- Guitar：Adrian Bergerac
- Strings：弦一徹ストリングス

### Long Long Way
- Programming：河野伸
- Electric Upright Bass：渡辺等
- Gut Guitar：石成正人
- Strings：弦一徹ストリングス

### believin'
- Sound Produce, Programming：AKIRA for googolplex music

### Dance With Me
- Rap：GAKU-MC (EAST END)
- Programming, Acoustic Piano, Fendor Rhoders and Hammond B-3：河野伸
- Drums：青山純
- Bass：伊藤広規
- Electric Guitar：稲葉政裕
- Acoustic Guitar：石成正人
- Strings：弦一徹ストリングス
- Turntable：ROCK-Tee（EAST END）
- Trumpet and Flugelhorn：NARGO（東京スカパラダイスオーケストラ）
- Trombone：北原雅彦（東京スカパラダイスオーケストラ）
- Tenor sax：GAMO（東京スカパラダイスオーケストラ）
- Percussions：大森はじめ（東京スカパラダイスオーケストラ）
- Hand claps：JHA

### for...
- Sound Produce, Keyboards, Acoustic Piano, Programming, Strings Arrangement：安部潤
- Chorus：Glynis "Bone" Martin, Argie Phine Martin, Garrison Davis, Paula J., Albert Martin 3rd
- Guitars：福原将宜
- Bass：田辺トシノ
- Drums：波多江健
- Strings：Rush by Takashi Kato